# Víctor Adolfo Carretero Rodríguez
Víctor Adolfo Carretero Rodríguez (Carmona?, 1896 - Sevilla, juliol de 1936) va ser un periodista i polític socialista andalús, executat víctima de la repressió en la zona franquista durant la Guerra Civil.
Periodista de professió, va treballar com a corresponsal de El Heraldo de Madrid a Sevilla. Des del final de la dictadura de Primo de Rivera va ser membre del Partit Socialista Obrer Espanyol (PSOE) en l'agrupació de Sevilla. A les eleccions municipals de 1931 que van donar lloc a la Segona República, va ser escollit regidor de l'ajuntament de Sevilla pel districte sisè, arribant a ser tinent d'alcalde. Va ocupar el càrrec fins a 1934, quan van ser cessats els ajuntaments de l'esquerra pel govern de la Confederació Espanyola de Dretes Autònomes (CEDA). A les primeres eleccions a Corts de la República va ser candidat no oficial del PSOE en presentar-se en una candidatura paral·lela a l'oficial de la Conjunció Republicano-Socialista a causa del desacord del PSOE sevillà amb la presència de determinats candidats propers a Niceto Alcalá-Zamora en la coalició, sense resultar elegit.
Dins del PSOE va ser vocal i vicepresident de la Federació Socialista de la província de Sevilla i membre de la directiva local, delegat al Congrés del PSOE en 1932 i representant socialista en la comissió per a l'estudi d'un projecte d'estatut d'autonomia per a Andalusia durant la República. El 1933 va haver de sofrir una campanya d'assetjament de la dreta i la patronal sevillana en ser acusat falsament d'induir l'assassinat de Pedro Caravaca, president de la patronal andalusa (Federació Econòmica d'Andalusia) i antic dirigent econòmic en la dictadura de Primo de Rivera. En les eleccions generals de 1936 va ser escollit diputat i, fins a la presa de possessió, va ocupar provisionalment el càrrec de diputat provincial. Després del cop d'estat del 18 de juliol de 1936 que va donar lloc a la Guerra Civil va ser detingut i executat en aplicació del bàndol de guerra en els primers dies de la revolta.